# Claudie Marcel-Dubois
Claudie Marcel-Dubois, née le 19 janvier 1913 à Tours (Indre-et-Loire) et morte le 1er février 1989 à Suresnes, est une ethnomusicologue française.
Elle est considérée comme l'une des figures pionnières de l'ethnomusicologie en France, avec André Schaeffner, si ce n'est la fondatrice de sa branche nationale. Au cours de sa carrière en grande partie réalisée au sein du Musée national des Arts et Traditions populaires, elle réalise de nombreuses missions de collectage et analyse des traditions musicales françaises. Elle préside notamment la Société d'ethnologie française de 1978 à 1987.
Durant sa carrière, elle s'intéresse notamment à l'organologie et défend l'enseignement de l'ethnomusicologie.
Son parcours est fortement lié à celui de Marie-Marguerite Pichonnet-Andral, qui l'assiste puis lui succède au Musée des ATP.

## Biographie

### Formation et débuts
Claudie Marcel-Dubois étudie au Conservatoire national supérieur de musique de Paris ; pianiste de formation, elle est l'élève de Marguerite Long.
Elle suit en parallèle les cours de l'anthropologue Marcel Mauss et ceux de l'orientaliste Paul Masson-Oursel à l'École pratique des hautes études, et étudie aussi l'archéologie asiatique à l'École du Louvre.
Recrutée par Georges Henri Rivière, elle entre au Musée d’ethnographie du Trocadéro en 1934, comme attachée au département d'ethnologie musicale, que dirige André Schaeffner. S'y occupant initialement de la nouvelle collection de disques en cours de constitution, elle y collabore quelques années avec Curt Sachs, spécialiste de l'organologie, ce qui renforce son intérêt pour les instruments de musique. Elle dit ultérieurement beaucoup devoir aux enseignements de Sachs.

### Carrière
À sa fondation en 1937, Claudie Marcel-Dubois rejoint le Musée national des Arts et Traditions populaires, tandis qu'en parallèle est créé le Musée de l'Homme, où l'ethnomusicologie trouve aussi une place autour d'André Schaeffner et Gilbert Rouget. Elle y développe progressivement un véritable programme qui apparaît comme relever d'une démarche véritablement ethnomusicologique, ce qui est pionnier en France. Sa première grande mission se passe en Bretagne aux côtés de François Falc'hun, en 1939, écourtée par la déclaration de guerre.
À compter de 1945, elle entreprend une série de missions sur le terrain, dans lesquels elle est assistée de Marie-Marguerite Pichonnet-Andral. Cette dernière lui succède à son départ en retraite en 1981, à la tête du département d'ethnomusicologie et phonothèque. Sa dernière réalisation professionnelle consiste en l'organisation d'une grande exposition consacrée à « L'instrument de musique populaire : usages et symboles », qui se tient au musée des ATP entre 1980 et 1981.
Entre les années 1940 et 1980, les déplacements des deux chercheuses les mènent notamment en Bretagne (Pays nantais, Basse-Bretagne, île de Batz), dans le Berry, en Haute-Loire, dans les Pyrénées occidentales, dans les Vosges, en Bourgogne, en Bourbonnais, en Catalogne nord, en Aubrac, dans les Landes de Gascogne, le Dauphiné, les îles anglo-normandes et les Antilles (comprenant outre les Antilles françaises, Haïti et Sainte-Lucie).
À partir de 1961, elle a la charge d'un séminaire hebdomadaire consacré à l'ethnomusicologie à l'École pratique des hautes études, dans le cadre de la direction d'études de Claude Lévi-Strauss. Ce séminaire du mardi mobilise de nombreux étudiants et chercheurs.
Durant sa carrière, Claudie Marcel-Dubois occupe plusieurs fonctions importantes au sein des principales instances relatives à sa discipline ; elle est ainsi vice-présidente de l'International Folk Music Council de 1967 à 1987, présidente de la section Anthropologie-Ethnologie-Préhistoire du Comité national du CNRS de 1967 à 1970, et présidente de la Société d'ethnologie française de 1974 à 1987. En 1960, elle s'implique aussi dans la fondation du Comité international de musique et des collections d'instruments de musique.

## Travaux et apports

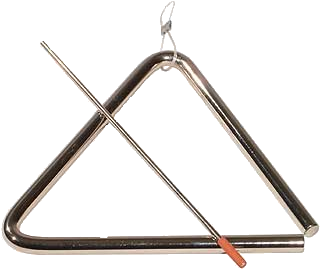
Claudie Marcel-Dubois s'intéresse aux instruments de musique, notamment au triangle.

Les travaux de Claudie Marcel-Dubois donnent une grande place aux instruments de musique ; elle a notamment publié sur le triangle, mais étudie aussi l'épinette des Vosges, la cornemuse ou le rhombe, ainsi que plusieurs danses et rituels comme la gavotte, la bourrée et le charivari, pratiques sur lesquelles elle laisse d'autres publications.
Elle s'intéresse aussi aux mécanismes de l'oralité, aux dispositifs de transmission, à l'improvisation.
En 1969, dans une contribution au quotidien Le Monde, elle souligne combien dans l'histoire populations rurales et urbaines et différentes classes sociales se sont alternativement et mutuellement influencées sur le plan musical :

« Les textes, l'iconographie, les œuvres, attestent des mouvements [...] entre mendiants et gens de cour, citadins et paysans. Ce va-et-vient ne demeura pas sans influence sur l'évolution de la musique populaire [...] De ces mouvements, de ces incitations, chaque classe de la musique fut en fait bénéficiaire, l'une fécondant l'autre. »

Très impliquée dans la défense de la légitimité de l'ethnomusicologie, dont elle est la première en France à revendiquer l'existence dès 1954, elle pousse aussi en faveur d'une reconnaissance académique en encourageant sa présence au sein du parcours de formation des ethnologues.
Peu accessibles jusqu'alors et peu valorisés par des publications, ce que certains expliquent par les très nombreux engagements pris dans de multiples instances par Claudie Marcel-Dubois, et ce qui fait l'objet de critiques importantes à partir des années 1970, les résultats des enquêtes et matériaux que celle-ci a collectés avec M. Pichonnet-Andral font l'objet d'un important projet de valorisation intitulé Les Réveillées, lancé en 2016. Cette initiative, portée par les chercheurs Marie-Barbara Le Gonidec, François Gasnault et Florence Neveux, résulte d'un premier programme de recherche du Laboratoire d'anthropologie et d'histoire de l'institution de la culture, qui vise à recontextualiser les collectes autant qu'à rendre accessible au plus grand nombre les documents,.

## Décorations
- Chevalière de la Légion d'honneur en 1968
- Officière de la Légion d'honneur en 1975